# Xosé Manoel Núñez Seixas
Xosé Manoel Núñez Seixas (Ourense 1966) és un historiador i intel·lectual gallec. Ha estudiat a les universitats de Santiago de Compostela i Dijon, i és doctor en Història Contemporània per l'Institut Universitari Europeu de Florència.
Entre 1994 i 2007 va ser professor titular, i entre 2007 i 2012 catedràtic d'Història Contemporània a la Universitat de Santiago de Compostela, amb estades com a professor visitant a les universitats de Paris X, Paris VII, Mar del Plata, Bielefeld, ZHF Potsdam, City University of New York i Stanford. Des d'octubre 2012 fins al setembre de 2017 va ser catedràtic d'Història Europea la Universitat Ludwig-Maximilian de Múnic. Intervistat sobre la crisi econòmica espanyola va dir el 2015 a la cadena alemanya 3sat : «Espanya té un problema de mentalitat. […] Per a la dreta la qualificació professional és menys important que l'origen social, l'esquerra considera el rendiment del treball personal com potencialment insolidari.» 
La seva investigació se centra en la qüestió nacional, i els nacionalismes comparats, d'Estat i sense Estat, a l'Europa del segle xx, així com a Galícia i Espanya dels segles xix i xx, i així mateix en la història cultural de la guerra. També ha abordat l'anàlisi de les dimensions sociopolítiques de l'emigració gallega a Amèrica. És director de l'Arquivo da Emigración (Consello da Cultura Galega), i vicepresident del Consello da Cultura Galega. També és membre del Consell de Redacció i del Consell Assessor de nombroses revistes, ibèriques i internacionals, com Historia Social, Passato e Presente i European History Quarterly.

## Obres (selecció)
- O galeguismo en América 1879-1936 (Sada: Eds. do Castro, 1992)
- O nacionalismo galego (Vigo: A Nosa Terra, 1995, 1996 2ª)
- Emigrantes, caciques e indianos (Vigo: Eds. Xerais, 1998)
- Movimientos nacionalistas en Europa en el siglo XX (Madrid: Síntesis, 1998, reimpr. 2004)
- Entre Ginebra y Berlín. La cuestión de las minorías nacionales y la política internacional en la Europa de entreguerras, 1914-1939 (Madrid: Akal, 2001).
- ed., La Galicia Austral: La inmigración gallega en la Argentina (Buenos Aires: Biblos, 2001)
- O inmigrante imaxinario. Estereotipos, representacións e identidades dos galegos na Arxentina, 1860-1940 (Santiago de Compostela: USC, 2002).
- Historiographical Approaches to Nationalism in Spain (Saarbrücken/Fort Lauderdale: Breitenbach, 1993)
- ¡Fuera el invasor! Nacionalismos y movilización bélica durante la guerra civil española (1936-1939) (Madrid: Marcial Pons, 2006)
- Internacionalitzant el nacionalisme. El catalanisme polític i la qüestió de les minories nacionals a Europa (1914-1936) (Valencia/Catarroja: Univ. de València/Afers, 2010)
- Patriotas y demócratas. El discurso nacionalista español después de Franco (Madrid: Los Libros de la Catarata, 2010).
- La sombra del César. Santiago Montero Díaz, una biografía entre la nación y la revolución (Granada: Comares, 2012).
- Amb Ludger Mees, ed., Nacidos para mandar. Liderazgo, política y poder: Perspectivas comparadas (Madrid: Tecnos, 2012).
- Las patrias ausentes. Estudios sobre historia y memoria de las migraciones ibéricas (1830-1960) (Oviedo: Genueve, 2014).
- Camarada invierno. Experiencia y memoria de la División Azul, 1941-1945 (Barcelona: Crítica, 2016).
- Fascismo, guerra e memória: Olhares ibéricos e europeus (Porto Alegre/Santiago de Compostela: EdiPUCRS/USC, 2017).
- Die spanische Blaue Division an der Ostfront. Zwischen Kriegserfahrung und Erinnerung, 1941-1945 (Münster: Aschendorff, 2016).
- Amb Lina Gálvez i J. Muñoz Soro, España en democracia, 1975-2011 (Barcelona/Madrid: Crítica/Marcial Pons, 2017).
- Amb J. Moreno Luzón, eds., Metaphors of Spain. Representations of Spanish National Identity in the Twentieth Century (Nova York/Oxford: Berghahn, 2017)
- Suspiros de España. El nacionalismo español, 1808-2018 (Barcelona: Crítica, 2018). Edició en alemany: Die bewegte Nation. Der spanische Nationalgedanke, 1808-2019 (Hamburg: Hamburger Edition, 2019).
- El frente del Este. Historia y memoria de la guerra germano soviética, 1941-1945 (Madrid: Alianza, 2018).
- Patriotas transnacionales. Estudios sobre nacionalismos y transferencias culturales en la Europa del siglo XX (Madrid: Cátedra, 2019).
- Amb E. Storm, ed., Regionalism and Modern Europe. Identity Constructions and Movements from 1890 to the Present Day (Londres: Bloomsbury, 2019).
- Sites of the Dictators. Memories of Authoritarian Europe, 1945-2020 (Londres: Routledge, 2021). Edició en castellà: Guaridas del lobo. Memorias de la Europa autoritaria, 1945-2020 (Barcelona: Crítica, 2021).
- Volver a Stalingrado. El frente del este en la memoria europea, 1945-2021 (Barcelona: Galaxia Gutenberg, 2022). Edició en anglès: The Eastern Front in European Memory. On Victims and Heroes, 1945-2024 (Londres: Bloomsbury, 2025).
- The Spanish Blue Division on the Eastern Front. War, Occupation, Memory (Toronto/Londres/Buffalo: University of Toronto Press, 2022).
- Imperios y danzas. Nacionalismo y pluralidad territorial en el fascismo español, 1930-1975 (Madrid: Marcial Pons, 2023). Edició en anglès: Beyond Folklore? The Franco Regime and ethnoterritorial diversity in Spain, 1930-1975 (Londres: Routledge, 2025).
- Os inmigrantes imaxinados. A identidade galega na Arxentina (1780-1960) (Vigo: Galaxia, 2024).